# Wygoda (Purda)
Wygoda (deutsch Wygodda, 1938 bis 1945 Waldruh) ist ein Ort in der polnischen Woiwodschaft Ermland-Masuren. Er gehört zur Gmina Purda (Landgemeinde Groß Purden) im Powiat Olsztyński (Kreis Allenstein).

## Geographische Lage
Wygoda liegt im Westen der Woiwodschaft Ermland-Masuren, 14 Kilometer südöstlich der Kreis- und Woiwodschaftshauptstadt Olsztyn (deutsch Allenstein).

## Geschichte
Das vor 1871 noch Wigodda genannte Dorf bestand aus mehreren kleinen Gehöften. Die Volkszählung am 3. Dezember 1861 erbrachte für den Ort sieben Wohngebäude bei 59 Einwohnern. Am 1. Januar 1883 wurde Wygodda als zum Amtsbezirk Klein Trinkhaus (polnisch Trękusek) im ostpreußischen Kreis Allenstein gehörend genannt.
Im Jahre 1910 zählte Wygodda 86 Einwohner.
Wohl in den 1920er Jahren (ein genauer Zeitpunkt ist nicht auszumachen) wurde Wygodda in die Gemeinde Bruchwalde (polnisch Bruchwałd) eingegliedert. Am 3. Juni – offiziell bestätigt am 16. Juli – 1938 erhielt Wygodda aus politisch-ideologischen Gründen der Abwehr fremdländisch klingender Ortsnamen die Umbenennung in „Waldruh“.
Im Jahre 1945 wurde das gesamte südliche Ostpreußen und mit ihm das Dorf Waldruh in Kriegsfolge an Polen überstellt. Waldruh erhielt die polnische Namensform „Wygoda“ und ist heute eine Ortschaft im Verbund der Landgemeinde Gmina Purda (Groß Purden) im Powiat Olsztyński (Kreis Allenstein), von 1975 bis 1998 der Woiwodschaft Olsztyn, seither der Woiwodschaft Ermland-Masuren zugehörig.

## Kirche
Bis 1945 war Wygodda resp. Waldruh in die evangelische Kirche Neu Bartelsdorf (polnisch Nowa Wieś) in der Kirchenprovinz Ostpreußen der Kirche der Altpreußischen Union sowie in die römisch-katholische Kirche Klaukendorf (polnisch Klewki) im damaligen Bistum Ermland eingepfarrt.
Heute gehört Wygoda evangelischerseits zur Christus-Erlöser-Kirche Olsztyn in der Diözese Masuren der Evangelisch-Augsburgischen Kirche in Polen, außerdem zur katholischen  St.-Valentins-Kirche in Klewki, jetzt im Erzbistum Ermland gelegen.

## Verkehr
Wygoda liegt an einer Nebenstraße, die von Kaborno (Kalborno, 1934 bis 1945 Kalborn) nach Bruchwałd (Bruchwalde) führt. Eine Anbindung an den Bahnverkehr besteht nicht.